# František III. Pálffy z Erdődu
Hrabě František III. Vavřinec Pálffy z Erdődu (maďarsky Erdődi Pálffy Ferenc III. Lőrinc, německy Franz III. Laurenz Pálffy von Erdőd, 11. srpna 1688, Vídeň – 24. března 1735, Stupavský zámek u Prešpurku) byl uherský šlechtic z významného rodu Pálffyů. Sloužil v císařské armádě, kde dosáhl hodnosti generála-polního vachmistra a byl majitelem pěšího pluku č. 51 a člen Maltézského řádu.

## Život

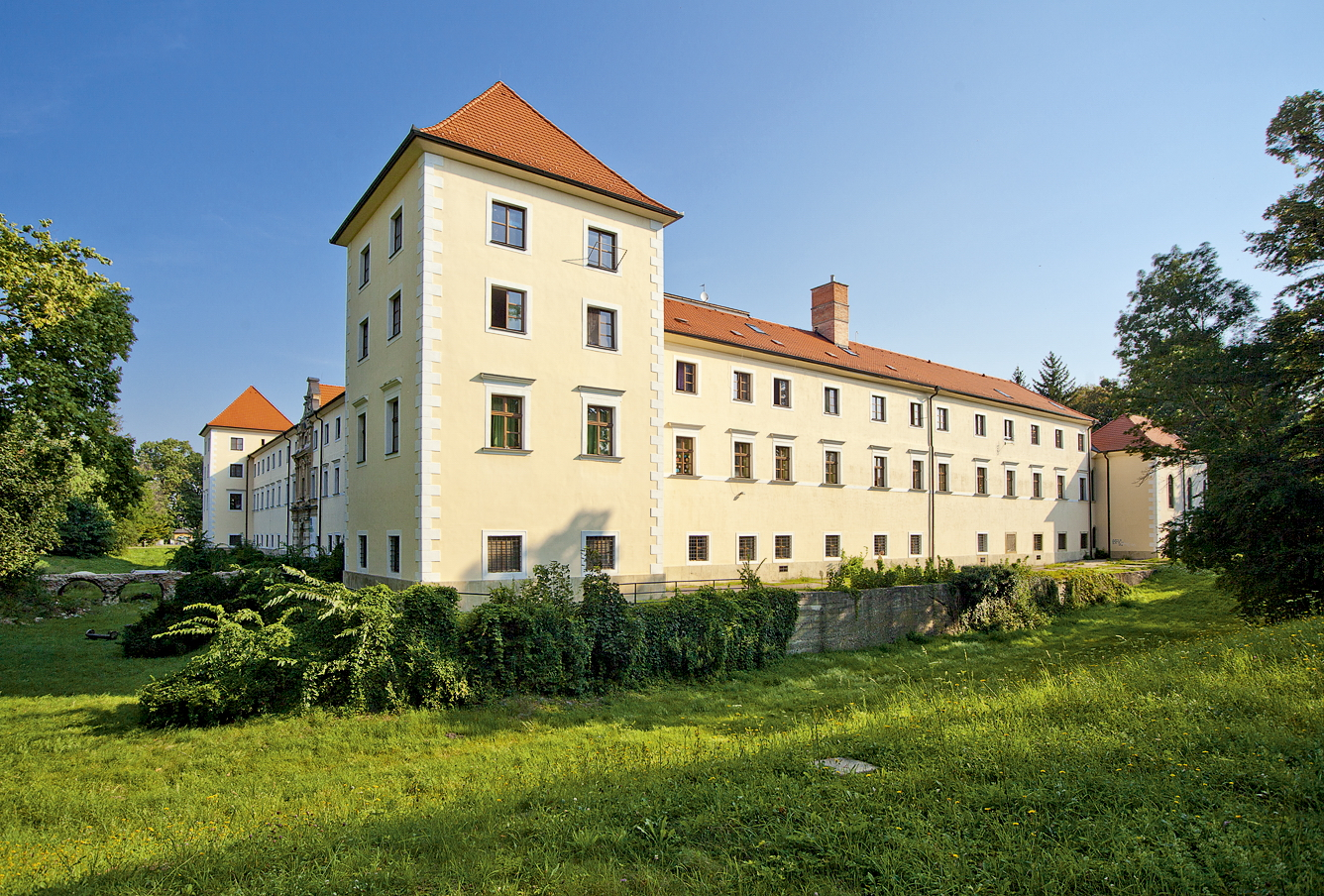
Pálffyovský zámek ve Stupavě

Narodil se jako syn palatina, polního maršála Mikuláše VI. Pálffyho a jeho manželky Kateřiny Alžběty z Weichsu († 5. června 1724). Měl sedm sourozenců - pět bratrů (tři se dožili dospělosti) a čtyři sestry. Téměř všichni jeho bratři sloužili v armádě a zemřeli na bojišti: Jan Křtitel padl v roce 1716 jako plukovník u Petrovaradína, Leopold († 1720) zemřel jako plukovník na následky svého zranění utrpěného u Höchstädtu a také bratr Karel zemřel na následky svého zranění v Bělehradě. Mladší bratři Ferdinand († 1694) a Ludvík († 1693) zemřeli v dětském věku. Sestry Karolína Dorotea (1689-1759), provd. Rogendorfová a Marie Alžběta (1681-1732) byla provdaná za hofmistra Karla Kajetána z Buquoy.
Svou službu zahájil v 8. pěším pluku svého otce, kde byl 10. března 1707 jmenován kapitánem, 1. července 1716 majorem, 1. října 1723 podplukovníkem a 3. prosince 1726 plukovníkem a velitelem pluku. 
Dne 22. dubna 1729 na tuto pozici rezignoval, aby mohl převzít velení nad Gyulayským plukem, které mu bylo svěřeno. 13. února 1734 byl povýšen na generála-polního vachmistra. Jako brigádní generál zúčastnil válek o polské dědictví v Itálii. Vyznamenal se v bitvě u Parmy, kde byl těžce zraněn.
Vzhledem k jeho stavu mu byla udělena dovolená a vrátil se do Uherska. 24. března 1735 na následky svých zranění zemřel na svém zámku Stupava u Bratislavy.